# Danny Sijen
Danny Sijen (Maastricht, 29 november 1976) is een Nederlands voormalig wielrenner en een kleinzoon van Huub Sijen. 
In de jaren negentig kon hij als junior zijn klimtalent in de Limburgse heuvels laten gelden door onder meer de omloop van Sint Geertruid en Sweikhuizen op zijn naam te zetten. In zijn periode als Eliterenner Z.C. bleek hij ook zijn mannetje in ATB wedstrijden te kunnen staan.

## Enkele belangrijke resultaten
- 1e G.P Westfalen Preis Dortmund (D) 2001
- 1e Trofee Haspengouw (B) 2000
- 1e Trofee Haspengouw (B 1999
- 2e etappe Tour d’Auvergne (ploegentijdrit) 1998
- 9e NK Nijmegen Elite z.c. 2002
- 9e NK Gulpen Eite z.c. 1999
- 10e NK Rotterdam Elite z.c. 2004
- bergtrui Tour d’Auvergne (F) 1998
- sprinttrui Tour de Liège (B) 1999